# Jagged Alliance: Crossfire
Jagged Alliance: Crossfire ist ein Computer-Strategiespiel von Coreplay aus dem Jahr 2012 und Teil der Reihe Jagged Alliance. Es ist eine allein lauffähige Erweiterung zu Jagged Alliance: Back in Action und verwendet wie dieses ein Echtzeit-Kampfsystem.

## Handlung
Das an Tibet erinnernde asiatische Land Khanpaa leidet unter den ständigen Angriffen einer bezahlten Privatarmee. Hinter den vorgeblich religiös motivierten Attacken steht ein politisches Kalkül. Der Botschafter des Landes, Behnam Atiqullah, bittet daher den Spieler mit einer eigenen Söldnerarmee sein Volk zu unterstützen.

## Spielprinzip
Wie bereits in Back in Action steuert der Spieler eine Söldnertruppe, mit der er ein in Sektoren unterteiltes Land befreien soll. Dabei finden alle Aktionen in Echtzeit statt, der Spieler hat jedoch die Möglichkeit, das Geschehen jederzeit zu pausieren. Im Pausenmodus kann er auch Anweisungen geben und eine Abfolge von Befehlen erteilen, die von den Söldnern nach Deaktivierung der Pause in dieser Reihenfolge ausgeführt werden (sog. Plan & Go). Crossfire enthält bereits alle Zusatzfunktionen, die dem Hauptspiel per Patch nachträglich hinzugefügt wurden, etwa die optional zuschaltbaren Sichtlinien (Line of Sight). Khanpaa ist unterteilt in zehn Sektoren. Die zehn neuen M.E.R.C.-Söldner erhöhen die Auswahl auf 50. Hinzu kommen neue Gegner und Waffen. Durch ein überarbeitetes Gegner-Verhalten wurde der Schwierigkeitsgrad gegenüber Back in Action erhöht. Der Computergegner setzt auch häufiger zu Gegenangriffen an. Die Spielzeit wurde auf etwa zehn bis 15 Stunden geschätzt.

## Entwicklung
Die Erweiterung wurde im Juni 2012 angekündigt. Im Juli 2012 wurde die Veröffentlichung für den 24. August 2012 angekündigt.

## Rezeption
Das Spiel erhielt gemischte Kritiken (Metacritic: 63 %).

„‘Jagged Alliance: Crossfire’ ist besser als ‘Jagged Alliance: Back in Action’. Aber das liegt eher daran, dass die bereits für ‘Back in Action’ veröffentlichten Patches hier gleich integriert sind und es daher tolle Dinge wie den Taktik-Modus sowie das Sektor-Inventar gibt. An die bekannten und geschätzten Qualitäten des Klassikers reicht das Spiel abermals nicht heran. Warum? Das pausierbare Plan&Go-System und die taktischen Gefechte sind nicht das Problem, sondern der kastrierte Globalmodus sowie die maue Computerintelligenz - genau wie bei ‘Back in Action’. […] ‘Crossfire’ hätte problemlos als DLC-Paket für ‘Back in Action’ veröffentlicht werden können - als eigenständiges Spiel bietet es zu wenig.“

„Wenn ihr mit Back in Action zufrieden wart und eigentlich nur mehr vom Gleichen wollt, ist Crossfire genau das Richtige für euch, denn exakt das bekommt ihr hier. Leider haben es die Entwickler verpasst, ein paar neue und zum Teil wirklich wünschenswerte Spielelemente, Komfortfunktionen und Features hinzuzufügen, weswegen Crossfire letzten Endes nur ein neues Land sowie ein paar zusätzliche Söldner und Waffen bietet.“